# Aero Africa
Aero Africa fue una aerolínea chárter con sede en Suazilandia. La aerolínea estaba en el listado de aerolíneas prohibidas en la Unión Europea.

## Flota
La flota de Aero Africa estaba compuesta por las siguientes aeronaves (al 28 de enero de 2012): 
- 1 Boeing 727-100
- 1 Boeing 737-200 (operado por Toumaï Air Tchad)
- 2 McDonnell Douglas DC-10

La edad media de la flota de Aero Africa era de 40,7 años. 